# Джампаоло Каланкіні
Джампаоло Каланкіні (італ. Giampaolo Calanchini; 4 лютого 1937, Арджента, Італія — 19 березня 2007, Болонья, Італія) — італійський фехтувальник на шаблях, срібний (1964 рік) та бронзовий (1960 рік) призер Олімпійських ігор.

## Виступи на Олімпіадах
| Олімпіада  | Дисципліна     | Місце |
| ---------- | -------------- | ----- |
| Рим 1960   | командна шабля | 3     |
| Токіо 1964 | командна шабля | 2     |